# Pachycoa olivacea
Pachycoa olivacea är en fjärilsart som beskrevs av George Francis Hampson 1916. Pachycoa olivacea ingår i släktet Pachycoa och familjen nattflyn. Inga underarter finns listade i Catalogue of Life.